# لويز برون
لويز برون (بالنرويجية البوكمول: Louise Brun)‏ هي ممثلة نرويجية، ولدت في 16 ديسمبر 1830 في برغن في النرويج، وتوفيت في 21 يناير 1866 في أوسلو في النرويج.